# Kapalekese
La Kapalekese est une rivière de la république démocratique du Congo, traversant le territoire de la Luiza dans la province du Lualaba et le territoire de Kapanga dans la province du Kasaï-Oriental où elle coule dans la Lweta.